# آ روزية
آ روزية (الاسم العلمي: Aa rosei) هو نوع، في جنس آ، وضع التسمية العلمية  أوكس أميس، وذلك في  1922.